# Keramafidina C
La keramafidina C es un pseudoalcaloide de origen lipídico aislado de una esponja colectada en Okinawa perteneciente al género Amphimedon sp. Es un posible precursor biogenético de la manzamida C.

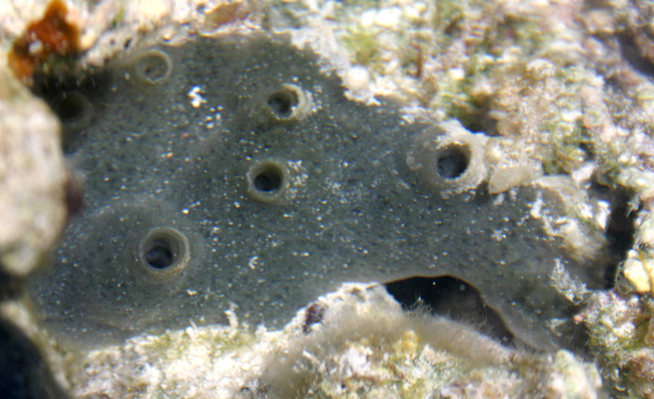
Amphimedon queenslandica